# Dimítriosz Drívasz
Dimítriosz Drívasz (görögül: Δημήτριος Δρίβας) (Görögország, Szpécesz, 1872 – ?) olimpiai bronzérmes görög úszó, katona.
A legelső újkori nyári olimpián, az 1896. évi nyári olimpiai játékokon, Athénban indult úszásban, egy versenyszámban, a 100 méteres gyorsúszásban. Ez a verseny speciális volt, mert csak a görög haditengerészet matrózai indulhattak.